# 서혜경
서혜경(徐彗景, 1960년 3월 7일~)은 대한민국의 피아니스트이다

## 학력
- 줄리아드 스쿨 음악학교 학사
- 줄리아드 스쿨 음악학교 대학원 박사

## 경력
- 1979년 《메노그 국제 콩쿨》 우승
- 1980년 《부조니 국제 콩쿨》 1위 없는 3인 공동 2위
- 1981년 《대한민국 문화 훈장》
- 1983년 《뮌헨 콩쿨》 2위
- 1985년 《윌리엄 퍼첵상》
- 1988년 《카네기홀 선정 올해의 세계 3대 피아니스트》
- 2008년 MBC 드라마 베토벤 바이러스 12회 특별출연.

## 음반
- 2009년 《Nacht Und Traume》(유니버설 뮤직)
- 2010년 《Rachmaninov－Complete Piano Concertos》(유니버설 뮤직)
- 2012년 《Tchaikovsky Complete Piano Concertos》(유니버설 뮤직)